# Tapinoma philippinense
Tapinoma philippinense é uma espécie de formiga do gênero Tapinoma.